# Callitriche quindiensis
Callitriche quindiensis är en grobladsväxtart som beskrevs av Norman Carter Fassett. Callitriche quindiensis ingår i släktet lånkar, och familjen grobladsväxter. Inga underarter finns listade i Catalogue of Life.